# ريد ريتشاردز
ريد ريتشاردز (بالإنجليزية: Red Richards)‏ هو عازف بيانو أمريكي، ولد في 19 أكتوبر 1912 في نيويورك في الولايات المتحدة، وتوفي في 12 مارس 1998 في سكيرديل في الولايات المتحدة.

## وصلات خارجية
- ريد ريتشاردز على موقع ميوزك برينز (الإنجليزية)
- ريد ريتشاردز على موقع ديسكوغز (الإنجليزية)